# (19287) Paronelli
(19287) Paronelli est un astéroïde de la ceinture principale.

## Description
(19287) Paronelli est un astéroïde de la ceinture principale d'astéroïdes. Il fut découvert le 22 février 1996 à Sormano par Marco Cavagna et Augusto Testa. Il présente une orbite caractérisée par un demi-grand axe de 3,15 UA, une excentricité de 0,11 et une inclinaison de 13,0° par rapport à l'écliptique.

## Compléments